# 祖連奴·彼得羅利納
咸美頓·提比拉·戴亞斯·杜斯山度士·儒尼奥尔（葡萄牙語：Hamilton Timbira Dias dos Santos Júnior，1974年12月4日—），一般稱為祖連奴·彼得羅利納（Juninho Petrolina），生於巴西茹阿澤魯，巴西足球運動員，司職進攻中場，現效力阿塞拜疆足球超級聯賽球會卡柏斯。

## 球員生涯
祖連奴生於巴西茹阿澤魯，於1995年在巴西本土聯賽球會利斯菲體育會開始自己的職業足球生涯，之後輾轉待過多支巴西球會，於2006/07年球季尾段由巴西足球丙級聯賽球隊彭拿費爾轉會加盟香港甲組足球聯賽球隊愉園，譯名S祖利亞，並在2006/07年度球季的足總盃為愉園上陣3場取得1個入球，出色的表現令他大獲好評，在當季更獲得聯賽三冠王南華邀欣賞請加盟，但最終經過2007年巴克萊亞洲錦標賽的比賽和教練荷西路爾斯多星期來的評估後，認為他不適合球隊和無法與教練的教法融合，經過多次與祖連奴商談後最終決定將他放棄。